# Joanna Lech
Joanna Lech (sinh ngày 25 tháng 1 năm 1984 tại Rzeszów, Ba Lan) là một nhà thơ và nhà văn người Ba Lan. Cô là tác giả của Zapaść, Nawroty (được đề cử cho Giải thưởng văn học Nike năm 2011), Trans, Piosenki Pikinierów và Sztuczki (được đề cử cho Giải thưởng văn học Nike năm 2017). Lech đã tốt nghiệp khoa Văn học-Nghệ thuật của Đại học Jagiellonian tại Kraków. Cô hiện sinh sống ở Kraków.

## Tác phẩm

### Tiểu thuyết
- Sztuczki (Warsaw 2016)

### Thơ
- Zapaść (Łódź 2009)
- Nawroty (Poznań 2010)
- Nic z tego / Nothing of this (London 2011])[5]
- Trans (Mikołów 2016)
- Piosenki Pikinierów (Szczecin 2017)

### Tuyển tập
- Poeci na nowy wiek (Wrocław 2010)[6]
- Pociąg do poezji (Kutno 2011)
- Almanach (Lviv 2011)
- Poeci i poetki przekraczają granice. Sto wierszy (Katowice 2011)
- Free Over Blood (London 2011)[7][8]
- Once Upon a Deadline (London 2012)[9]
- Węzły, sukienki, żagle. Nowa poezja, ojczyzna i dziewczyna (Złoty Środek Poezji, 2013)
- 2014. Antologia współczesnych polskich opowiadań (FORMA, 2014)
- Dzikie Dzieci. Antologia laureatów konkursu im. Jacka Bierezina (Dom Literatury ở Łódź, 2014)
- Przewodnik po zaminowanym terenie (OPT / IMPART, 2016)
- Scattering the Dark: An Anthology of Polish Women Poets (White Pine Press, 2016)[10]
- Znowu pragnę ciemnej miłości (W.A.B., 2018)